# Andrea Bertolini
Andrea Bertolini (ur. 1 grudnia 1973 roku w Sassuolo) – włoski kierowca wyścigowy.

## Kariera
Bertolini rozpoczął karierę w międzynarodowych wyścigach samochodowych w 2001 roku od startów w FIA GT Championship. Z dorobkiem czterech punktów uplasował się na 31 pozycji w końcowej klasyfikacji kierowców. W latach 2006, 2008-2009 zdobywał tytuł mistrza tej serii. W późniejszych latach Francuz pojawiał się także w stawce American Le Mans Series, Trofeo Maserati Europe, FIA GT1 World Championship, Superstars Championship Italy, Blancpain Endurance Series, Trofeo Maserati Europe, Superstars International Series, FIA World Endurance Championship, Grand American Rolex Series, Asian Le Mans Series, 24-godzinnego wyścigu Le Mans, European Le Mans Series oraz United Sports Car Championship.
w sezonach 2004 i 2006 Bertolini pełnił funkcję kierowcy testowego ekipy Scuderia Ferrari w Formule 1.

## Wyniki w 24h Le Mans
| Rok  | Zespół         | Partnerzy                             | Samochód               | Klasa   | Okr. | Poz. | Klasa Pos. |
| ---- | -------------- | ------------------------------------- | ---------------------- | ------- | ---- | ---- | ---------- |
| 2012 | AF Corse       | Olivier Beretta Marco Cioci           | Ferrari 458 Italia GTC | GTE Pro | 326  | 22   | 4          |
| 2013 | JMW Motorsport | Abdulaziz al-Fajsal Chalid al-Kubajsi | Ferrari 458 Italia GTC | GTE Pro | 300  | 34   | 10         |
| 2014 | SMP Racing     | Wiktor Szajtar Aleksiej Basow         | Ferrari 458 Italia GTC | GTE Am  | 196  | NU   | NU         |